# 바일 군

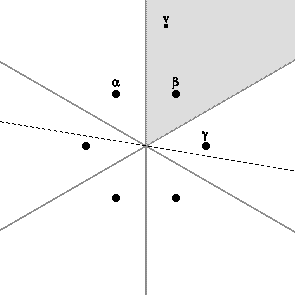

수학에서 바일 군(영어: Weyl group)은 근계의 반사 자기동형군이다. 헤르만 바일의 이름을 땄다.

## 정의

### 근계의 바일 군
근계는 실수 벡터 공간에서 특정한 성질을 만족시키는 일련의 벡터들의 집합이다. 근계에서, 원점을 중심으로 하고, 근들을 보존시키는 벡터 공간 반사들의 집합은 합성을 통해 콕서터 군을 이룬다. 이를 근계의 바일 군이라고 한다.
바일 군은 반사들로 생성되는 콕서터 군이므로, 이에 대하여 길이 및 브뤼아 순서(영어: Bruhat order)를 정의할 수 있다. 후자는 바일 군 위에 정의되는 부분 순서이다. 대략, 바일 군의 두 원소를 {\displaystyle g=s_{1}s_{2}\cdots s_{m}} 및 {\displaystyle h=t_{1}t_{2}\dotsc t_{n}}으로, 반사들의 합성으로 최소 길이로 나타내었을 때, {\displaystyle g}가 {\displaystyle h}의 부분 문자열일 경우 브뤼아 순서에 대하여 {\displaystyle g\leq h}이다.

### 리 군의 바일 군
{\displaystyle G}가 연결 콤팩트 리 군이라고 하자. {\displaystyle G} 속의 극대 원환면 {\displaystyle T\subseteq G}를 고르자. 그렇다면, {\displaystyle T}에 대한 {\displaystyle G}의 바일 군은 다음과 같다.
{\displaystyle \operatorname {W} (G,T)=\operatorname {N} _{G}(T)/\operatorname {Z} _{G}(T)}
여기서 {\displaystyle \operatorname {N} _{G}(T)}는 정규화 부분군을, {\displaystyle \operatorname {Z} _{G}(T)}는 중심화 부분군을 뜻한다. 연결 콤팩트 리 군 {\displaystyle G}의 모든 극대 원환면들은 서로 켤레 동치이므로, 바일 군은 군의 동형 아래 유일하게 정의된다.
단순 리 군과 단순 리 대수는 근계에 의하여 분류된다. 이 경우, 리 군/대수의 바일 군은 그 근계의 바일 군과 일치한다.

## 목록
단순 근계는 모두 분류되었고, 그 바일 군은 다 알려져 있다. 바일 군의 목록은 다음과 같다.
| 근계       | 리 군    | 바일 군의 크기 | 바일 군                                                                             |
| ---------- | -------- | -------------- | ----------------------------------------------------------------------------------- |
| An (n ≥ 1) | SU(n+1)  | (n+1)!         | Sn+1                                                                                |
| Bn (n ≥ 2) | SO(2n+1) | 2n !           | (Z2)n⋊Sn                                                                            |
| Cn (n ≥ 3) | USp(2n)  | 2n !           | (Z2)n⋊Sn                                                                            |
| Dn (n ≥ 4) | SO(2n)   | 2n−1 n!        | (Z2)n−1⋊Sn                                                                          |
| E6         | E6       | 27×34×5        | {\displaystyle \operatorname {Aut} (\operatorname {PSU} (4;\mathbb {F} _{2}))}      |
| E7         | E7       | 210×34×5×7     | {\displaystyle \mathbb {Z} /2\times \operatorname {PS\Omega } (7;\mathbb {F} _{2})} |
| E8         | E8       | 214×35×52×7    | {\displaystyle \operatorname {O} ^{+}(8;\mathbb {F} _{2})}                          |
| F4         | F4       | 27×32          | {\displaystyle \operatorname {O} ^{+}(4;\mathbb {F} _{3})}                          |
| G2         | G2       | 2×3            | D6                                                                                  |

Bn과 Cn은 서로 쌍대 근계이므로, 같은 바일 군을 가진다. 번사이드 정리에 따라, F4의 바일 군은 가해군이다.

## 예
작은 바일 군들의 예는 다음과 같다.

### A1
가장 간단한 (자명군이 아닌) 바일 군은 {\displaystyle A_{1}}의 바일 군인 {\displaystyle \operatorname {W} (A_{1})\cong \operatorname {Sym} (2)}이다. 이는 하나의 기본 반사 {\displaystyle a}로 생성되며, 바일 군은 다음과 같다.
{\displaystyle \operatorname {W} (A_{1})=\{\epsilon ,a\}}
그 브뤼아 순서의 하세 도표는 다음과 같다.
```
a
|
ε

```

### A2
예를 들어, {\displaystyle A_{2}}의 바일 군 {\displaystyle \operatorname {Sym} (3)}의 경우 두 개의 기본 반사 {\displaystyle (a,b)}로 생성되며, 이에 대하여 바일 군은 다음과 같다.
{\displaystyle \operatorname {W} (A_{2})=\{\epsilon ,a,b,ab,ba,aba=bab\}}
그 브뤼아 순서의 하세 도표는 다음과 같다.
```
    aba
   /    \
 ab     ba
  |  \/  |
  |  /\  |
  a      b
   \    /
     ε

```

### B2= C2
마찬가지로, {\displaystyle B_{2}=C_{2}}의 바일 군 {\displaystyle \operatorname {Dih} (\operatorname {Sym} (4))}의 경우 두 개의 기본 반사 {\displaystyle (a,b)}로 생성되며, 이에 대하여 바일 군은 다음과 같다.
{\displaystyle \operatorname {W} (B_{2})=\{\epsilon ,a,b,ab,ba,aba,bab,abab=baba\}}
이에 대하여, 브뤼아 순서의 하세 도표는 다음과 같다.
```
    abab
   /    \
 aba    bab
  |  \/  |
  |  /\  |
 ab     ba
  |  \/  |
  |  /\  |
  a      b
   \    /
     ε

```

### G2
{\displaystyle G_{2}}의 바일 군 {\displaystyle \operatorname {Dih} (\operatorname {Sym} (6))}의 경우 두 개의 기본 반사 {\displaystyle (a,b)}로 생성되며, 이에 대한 바일 군은 다음과 같다.
{\displaystyle \operatorname {W} (G_{2})=\operatorname {Dih} (\operatorname {Sym} (6))=\langle a,b|1=a^{2}=b^{2}=(ab)^{6}\rangle =\{\epsilon ,a,b,ab,ba,aba,bab,abab,baba,ababa,babab,ababab=bababa\}}
이에 대한 브뤼아 순서의 하세 도표는 다음과 같다.
```
   ababab
   /    \
ababa  babab
  |  \/  |
  |  /\  |
abab    baba
  |  \/  |
  |  /\  |
 aba    bab
  |  \/  |
  |  /\  |
 ab      ba
  |  \/  |
  |  /\  |
  a      b
   \    /
     ε

```

### A3
{\displaystyle A_{3}}의 바일 군 {\displaystyle \operatorname {W} (A_{3})\cong \operatorname {Sym} (4)}를 생각하자. 딘킨 도표의 꼭짓점에 대응하는 각 기본 반사를 순서대로 {\displaystyle (a,b,c)}라고 할 때, {\displaystyle \operatorname {W} (A_{3})}의 24개의 원소들은 다음과 같다.
{\displaystyle \operatorname {W} (A_{3})={\begin{matrix}\{\epsilon ,\\a,b,c,\\ab,ba,ac=ca,bc,cb,\\abc,bcb,acb,bac,aba,cba,\\abcb,abac,bacb,bcba,acba,\\abacb,abcba,bacba,\\abacba\}\end{matrix}}}

## 참고 문헌
- Humphreys, James E. (1972). 《Introduction to Lie Algebras and Representation Theory》 (영어).

## 같이 보기
- 콕서터 군